# Блохин, Евгений Петрович
Евге́ний Петро́вич Блохи́н (укр. Євген Петрович Блохін; 1928—2012) — советский и украинский учёный, доктор технических наук (1973), профессор (1974), академик Академии инженерных наук Украины, академик Транспортной академии Украины, член-корреспондент Международной инженерной академии, заслуженный работник высшей школы Украинской ССР, лауреат Государственной премии Украины в области науки и техники (2002), лауреат премии имени А. М. Динника (1980), почётный работник транспорта Украины, почётный железнодорожник, первый проректор, проректор по учебной работе Днепропетровского национального университета железнодорожного транспорта имени академика В. Лазаряна (1974—2002). Отец Сергея Блохина.

## Биография
Родился 1 мая 1928 года в г. Бердянск Запорожской области. Трудовую деятельность начал в 1943 году токарем в железнодорожном депо Ташкента, где семья находилась в эвакуации во время Великой Отечественной войны, работал и учился в вечерней школе. Окончив экстерном школу, в 1945 году поступает на механический факультет Днепропетровского института железнодорожного транспорта (ДИИТ). В 1949 году, окончив институт, работает в локомотивном депо станции Нижнеднепровск-Узел Приднепровской железной дороги сначала помощником машиниста паровоза, машинистом, а затем инженером по ремонту локомотивов. Научную деятельность начал в 1950 году, когда по приглашению профессора В. Н. Тверитина перешёл на работу в ДИИТ и вскоре становится аспирантом профессора В. А. Лазаряна.
В 1958 году защитил кандидатскую диссертацию на тему «Исследование влияния неоднородности поезда на динамические усилия, возникающие в упряжных приборах при трогании с места». В 1972 году защитил докторскую диссертацию на тему «Исследование переходных режимов движения поездов с существенно нелинейными междувагонными соединениями».
В течение почти 30 лет (1974—2002) был проректором по учебной работе и первым проректором Днепропетровского института железнодорожного транспорта. Будучи сначала заведующим кафедрой теоретической механики (1973—1983), затем — кафедры строительной механики (1983—2011), в то же время возглавлял Отраслевую научно-исследовательскую лабораторию динамики и прочности подвижного состава железных дорог (ОНИЛ ДМРС) — международный научный центр исследования теории механики движения тела и эксплуатации подвижного состава.
В 2002 году указом президента Украины № 1171/2002 от 16.12.2002 в составе коллектива конструкторов «За разработку, создание, освоение производства и внедрение отечественного восьмиосевого электровоза постоянного тока типа ДЕ1» удостоен Государственной премии Украины в области науки и техники.
Отец Сергея Блохина.
Скончался 27 ноября 2012 года.

## Признание и награды
- «Заслуженный работник высшей школы Украинской ССР» (1979).
- лауреат премии им. академика О. Динника АН УССР (1980).
- орден Дружбы народов (1986).
- Пожизненная государственная стипендия выдающегося деятеля образования (1999).
- Государственная премия Украины в области науки и техники (2002)[6]
- Почётная грамота Верховной Рады Украины (2005).
- знак «Железнодорожная слава» (2009)[3].

## Научная деятельность
Сфера научных интересов — проблемы механики и управления железнодорожным составом, тяги и устойчивости его экипажей против схода с колеи, экспериментальные и теоретические исследования переходных процессов в поездах и в других распределенных технических системах. Впервые рассмотрел процессы в неоднородных по массе поездах и в неоднородных длинных стержневых системах.
Соавтор метода оценки прочности элементов конструкции вагонов. Участник проведения приёмных испытаний скоростных электропоездов зарубежного производства (фирм Hyundai и Skoda), украинского электропоезда ЭКр1 (производство Крюковского вагоностроительного завода) со скоростью движения 160 км / ч., а также высокоскоростного поезда фирмы Tolgo со скоростью движения 200 км / час.
Автор и соавтор 557 научных работ, в том числе 4-х монографий, 50 патентов и авторских свидетельств, 5 учебников, 17 депонированных рукописей; под его редакцией опубликовано 13 сборников научных трудов.
Научный руководитель более 60 кандидатских и докторских диссертаций.
Некоторые работы:
- Блохин, Е. П. Динамика поезда (нестационарные продольные колебания) [Текст] : монография / Е. П. Блохин, Л. А. Манашкин. — Москва : Транспорт, 1982. — 222 с.
- Расчеты и испытания тяжеловесных поездов [Текст] : монография / Е. П. Блохин, Л. А. Манашкин, Е. Л. Стамблер [и др.]; под ред. Е. П. Блохина. — Москва : Транспорт, 1986. — 263 с.
- Расчет грузовых вагонов на прочность при ударах [Текст] : учеб. пособие для вузов / Е. П. Блохин, И. Г. Барбас, Л. А. Манашкин, О. М. Савчук; под ред. Е. П. Блохина. — Москва : Транспорт, 1989. — 230 с.
- Динамiка електричного рухомого складу [Текст] : навч. посiб. / Є. П. Блохiн, М. Л. Коротенко, В. С. Буров ; Дніпропетр. держ. техн. ун-т залізн. трансп., каф. теорет. механіки. — Дніпропетровськ, 2002. — 138 с.
- Железные дороги мира в XXI веке [Текст] : монография / Г. И. Кирпа, А. Н. Пшинько, Е. П. Блохин [и др.]; под обш. ред. Г. И. Кирпы. — Днепропетровск : Изд-во Днепропетр. нац. ун-та ж.-д. трансп. им. акад. В. Лазаряна, 2004. — 224 с.
- Высокоскоростной наземный транспорт мира [Текст] : учебник / Е. П. Блохин, А. Н. Пшинько ; М-во трансп. и связи Украины, Днепропетр. нац. ун-т ж.-д. трансп. им. акад. В. Лазаряна. — Днепропетровск : Изд-во ДНУЗТ, 2009. — 240 с.